# RABL2B
RABL2B (англ. RAB, member of RAS oncogene family like 2B) – білок, який кодується однойменним геном, розташованим у людей на довгому плечі 22-ї хромосоми. Довжина поліпептидного ланцюга білка становить 228 амінокислот, а молекулярна маса — 26 101.
| 10         |  | 20         |  | 30         |  | 40         |  | 50         |
| ---------- |  | ---------- |  | ---------- |  | ---------- |  | ---------- |
| MAEDKTKPSE |  | LDQGKYDADD |  | NVKIICLGDS |  | AVGKSKLMER |  | FLMDGFQPQQ |
| LSTYALTLYK |  | HTATVDGRTI |  | LVDFWDTAGQ |  | ERFQSMHASY |  | YHKAHACIMV |
| FDVQRKVTYR |  | NLSTWYTELR |  | EFRPEIPCIV |  | VANKIDDINV |  | TQKSFNFAKK |
| FSLPLYFVSA |  | ADGTNVVKLF |  | NDAIRLAVSY |  | KQNSQDFMDE |  | IFQELENFSL |
| EQEEEDVPDQ |  | EQSSSIETPS |  | EEAASPHS   |  |            |  |            |

A: Аланін

C: Цистеїн

D: Аспарагінова кислота

E: Глутамінова кислота

F: Фенілаланін

G: Гліцин

H: Гістидин

I: Ізолейцин

K: Лізин

L: Лейцин

M: Метіонін

N: Аспарагін

P: Пролін

Q: Глутамін

R: Аргінін

S: Серин

T: Треонін

V: Валін

W: Триптофан

Задіяний у такому біологічному процесі, як альтернативний сплайсинг. 
Білок має сайт для зв'язування з нуклеотидами, ГТФ. 